# Нитрид меди
Нитрид меди — неорганическое соединение
металла меди и азота с формулой Cu3N,
тёмно-зелёные кристаллы,
реагирует с водой.

## Получение
- Пропускание аммиака над нагретыми медью, фторидом или оксидом меди(II):

{\displaystyle {\mathsf {6Cu+2NH_{3}\ {\xrightarrow {T}}\ 2Cu_{3}N+3H_{2}\uparrow }}}
{\displaystyle {\mathsf {6CuF_{2}+4NH_{3}\ {\xrightarrow {260-280^{o}C}}\ 2Cu_{3}N+N_{2}\uparrow +12HF\uparrow }}}
{\displaystyle {\mathsf {6CuO+4NH_{3}\ {\xrightarrow {260-280^{o}C}}\ 2Cu_{3}N+N_{2}\uparrow +6H_{2}O}}}
- Нитрид меди можно синтезировать путём добавления KNH2 к раствору соли металла в жидком аммиаке, при этом осаждается нитрид. [1]

## Физические свойства
Нитрид меди образует тёмно-зелёные кристаллы
тетрагональной сингонии,
пространственная группа I 41/a,
параметры ячейки a = 0,8653 нм, c = 0,5594 нм, Z = 8.

## Химические свойства
- Разлагается при нагревании:

{\displaystyle {\mathsf {2Cu_{3}N\ {\xrightarrow {300^{o}C}}\ 6Cu+N_{2}\uparrow }}}
- Бурно реагирует с кислотами:

{\displaystyle {\mathsf {2Cu_{3}N+6HCl\ {\xrightarrow {}}\ 3CuCl_{2}+3Cu\downarrow +2NH_{3}\uparrow }}}